# Einfeldia pagana
Einfeldia pagana är en tvåvingeart som först beskrevs av Johann Wilhelm Meigen 1838.  Einfeldia pagana ingår i släktet Einfeldia och familjen fjädermyggor. Arten är reproducerande i Sverige. Inga underarter finns listade i Catalogue of Life.